# Swedish Motor Assemblies
Die Swedish Motor Assemblies Sdn. Bhd. ist ein Automobilhersteller, der 1967 mit Unternehmenssitz in Shah Alam, Malaysia von der schwedischen Volvo Personvagnar AB als lokales Montagewerk gegründet wurde. Von 1999 bis zum Frühjahr 2010 war das Werk ein Bestandteil der Ford Motor Company.
Im Februar 1968 erfolgte mit der Montage des Volvo 144 der Produktionsbetrieb. Das Modell wurde für den nationalen Markt bis 1996 hergestellt. Als besser ausgestattetes Modell gab es ab 1984 dann auch den Volvo 240. In den Mittneunzigern folgten schließlich der Volvo S40 und dessen Kombiversion Volvo V40. Mit der Übernahme durch Ford verpflichtete sich Volvo zudem, den Land Rover Defender in allen seinen Werken zu montieren.
Als erstes Modell der 2000er Jahre kam 2001 der luxuriöse Volvo S60 hinzu. Damit stieß Volvo auf dem malaysischen Markt erstmals in die obere Mittelklasse vor, bereits zwei Jahre später gefolgt vom Volvo S80 und dem SUV Volvo XC90. Im Jahr 2004 wurde schließlich der S40 durch seine zweite Generation ersetzt. Der Kombi Volvo V50 kam erst im Folgejahr hinzu. Im Juli 2006 bekam dann das Coupé-Cabriolet Volvo C70 sein Debüt. Erst 2008 folgte der Volvo C30, welcher schon im Jahr darauf der Modellpflege unterzogen wurde. Der alte S80, der hier noch in der ersten Generation vom Band rollte, wurde im Sommer 2009 anlässlich des neuen Joint-Ventures Indobuana Autoraya nach Jakarta, Indonesien ausgelagert. Der Ersatz kam dann im April 2010 durch das aktuelle Modell des Typs AS.
Bis zu 6000 Einheiten können in dem malaiischen Werk pro Jahr montiert werden. Dabei arbeiten etwa 500 Arbeitnehmer im Zwei-Schicht-Betrieb. Das Werksgelände umfasst eine Gesamtfläche von 25.000 m². Den Vertrieb der Fahrzeuge übernimmt die hauseigene Vertriebsorganisation Volvo Car Malaysia Sdn Bhd. Zu erkennen sind die hier montierten Fahrzeuge in der Fahrzeug-Identifikationsnummer, welche an der elften Position für das Montagewerk eine 5 aufweisen.

## Modellübersicht

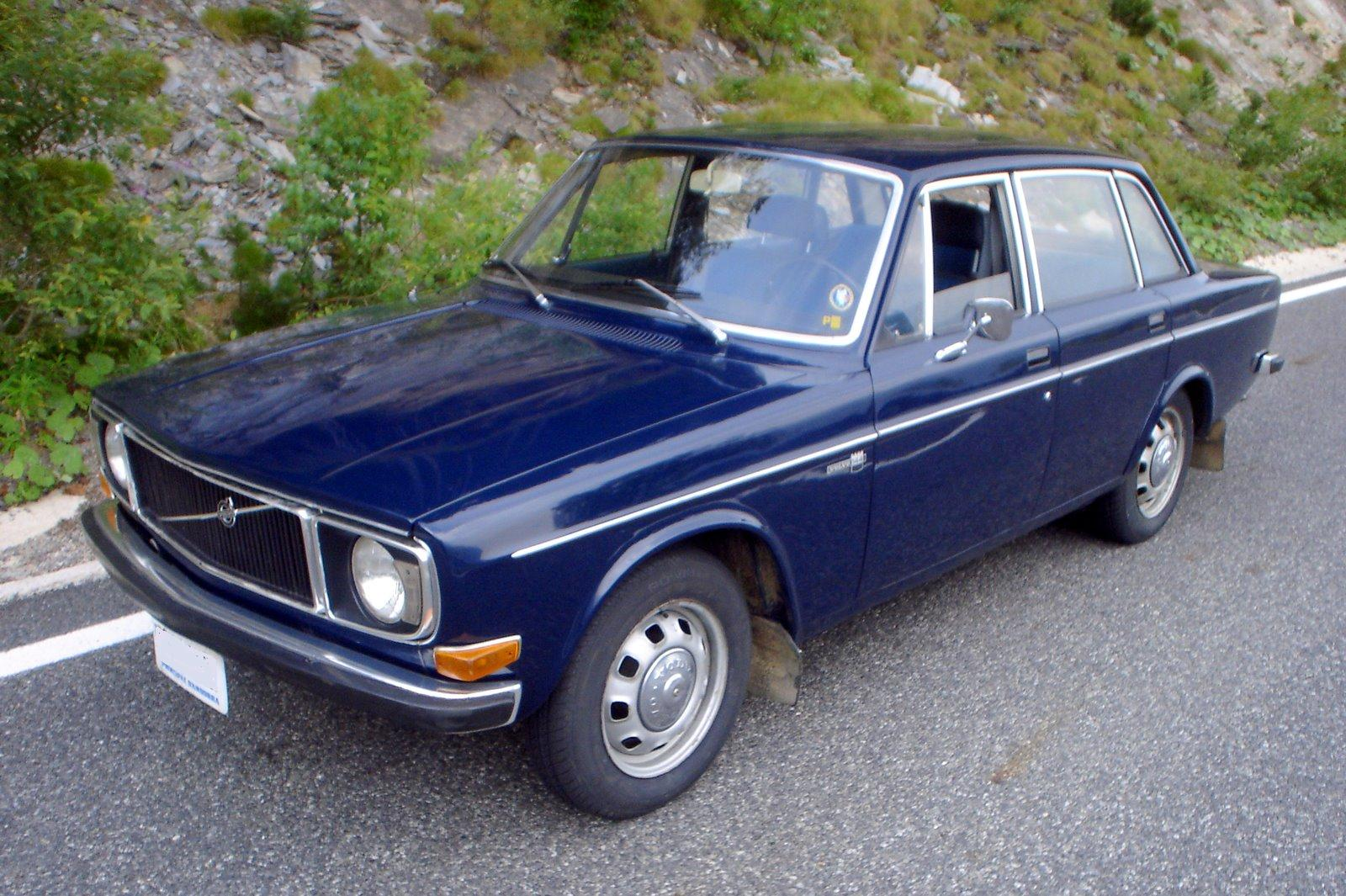
Volvo 144 1968 bis 1996
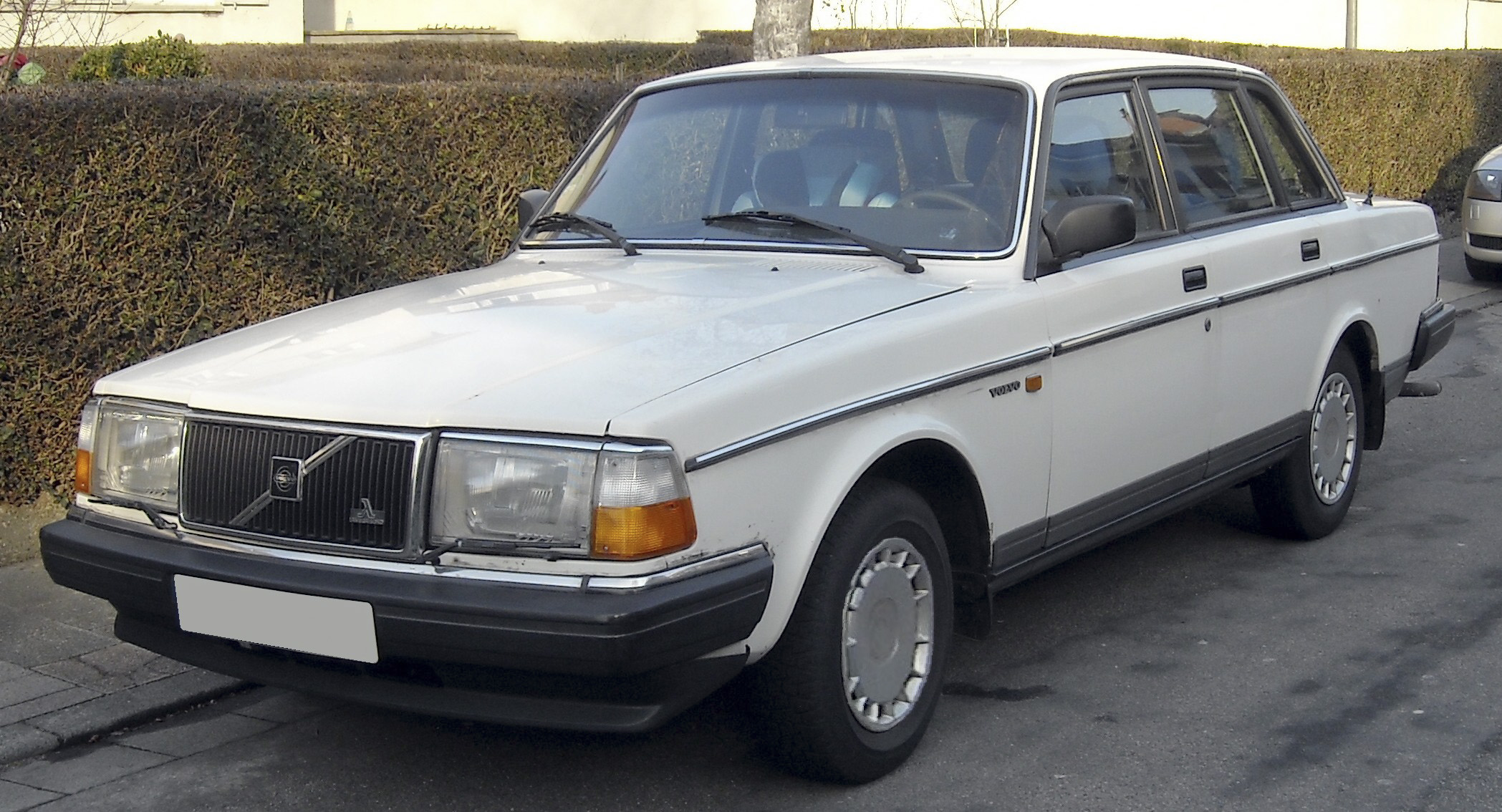
Volvo 240 1984 bis 1996
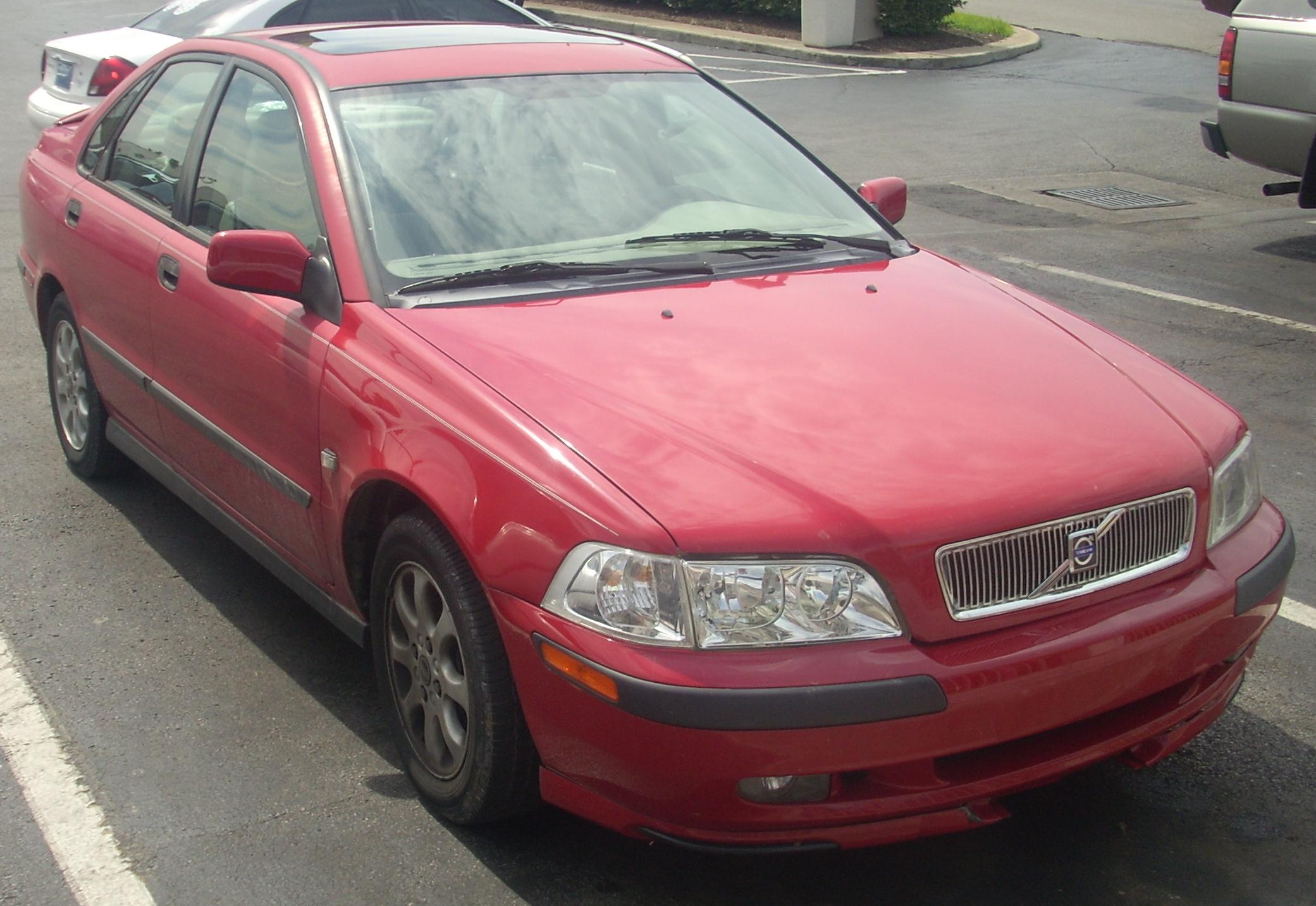
Volvo S40 1996 bis 2004
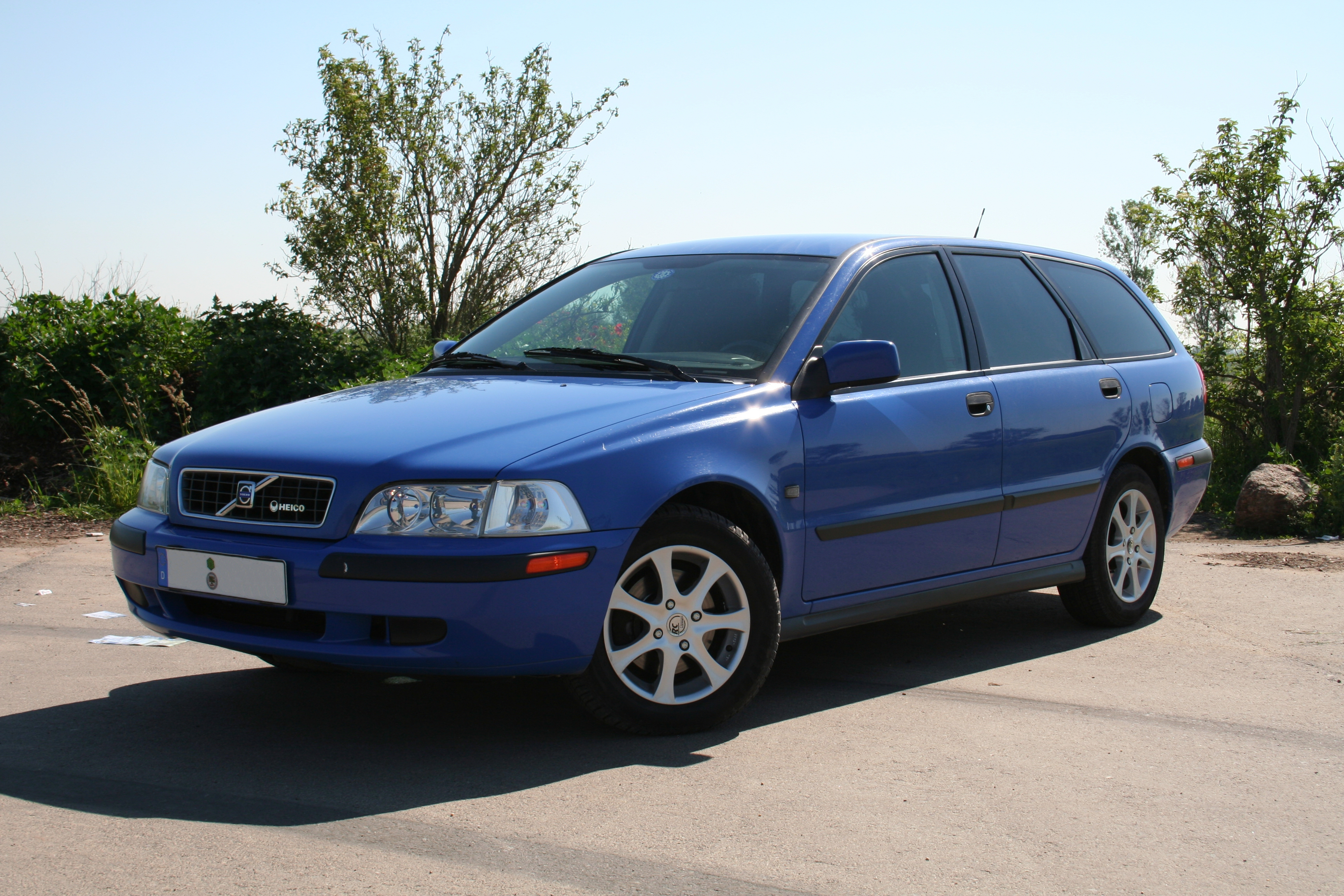
Volvo V40 1996 bis 2004
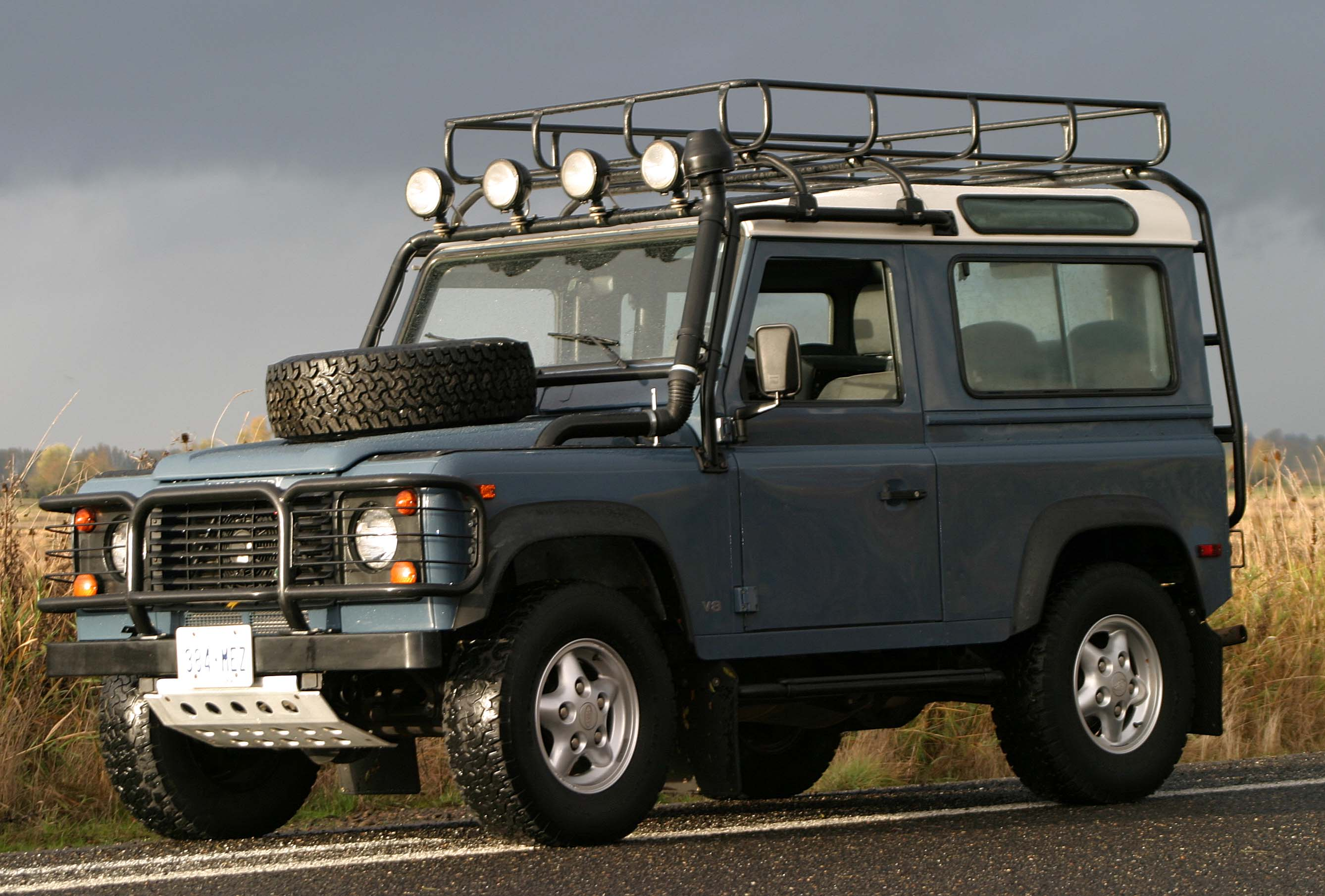
Land Rover Defender 90 1999 bis 2010
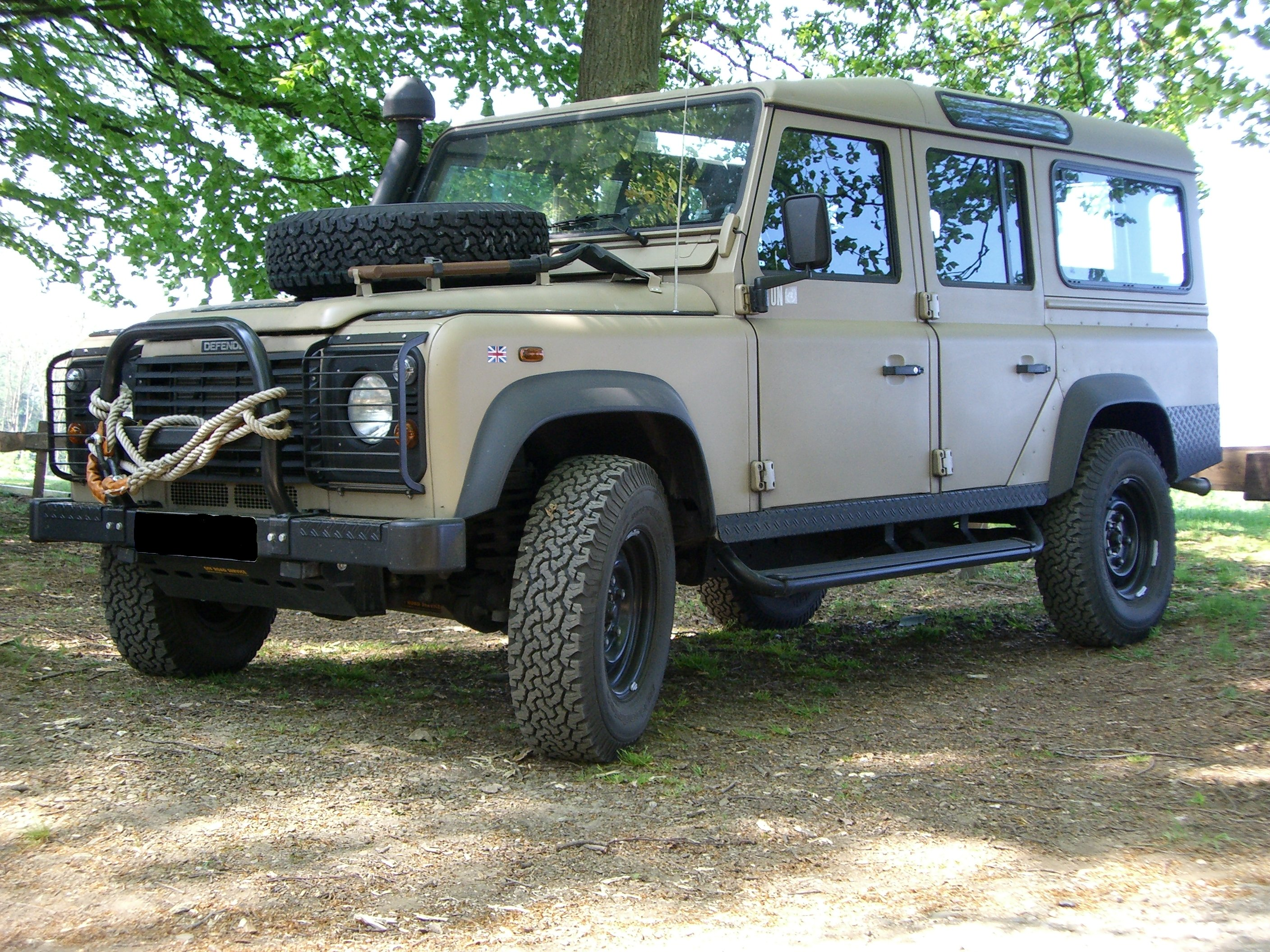
Land Rover Defender 110 1999 bis 2010
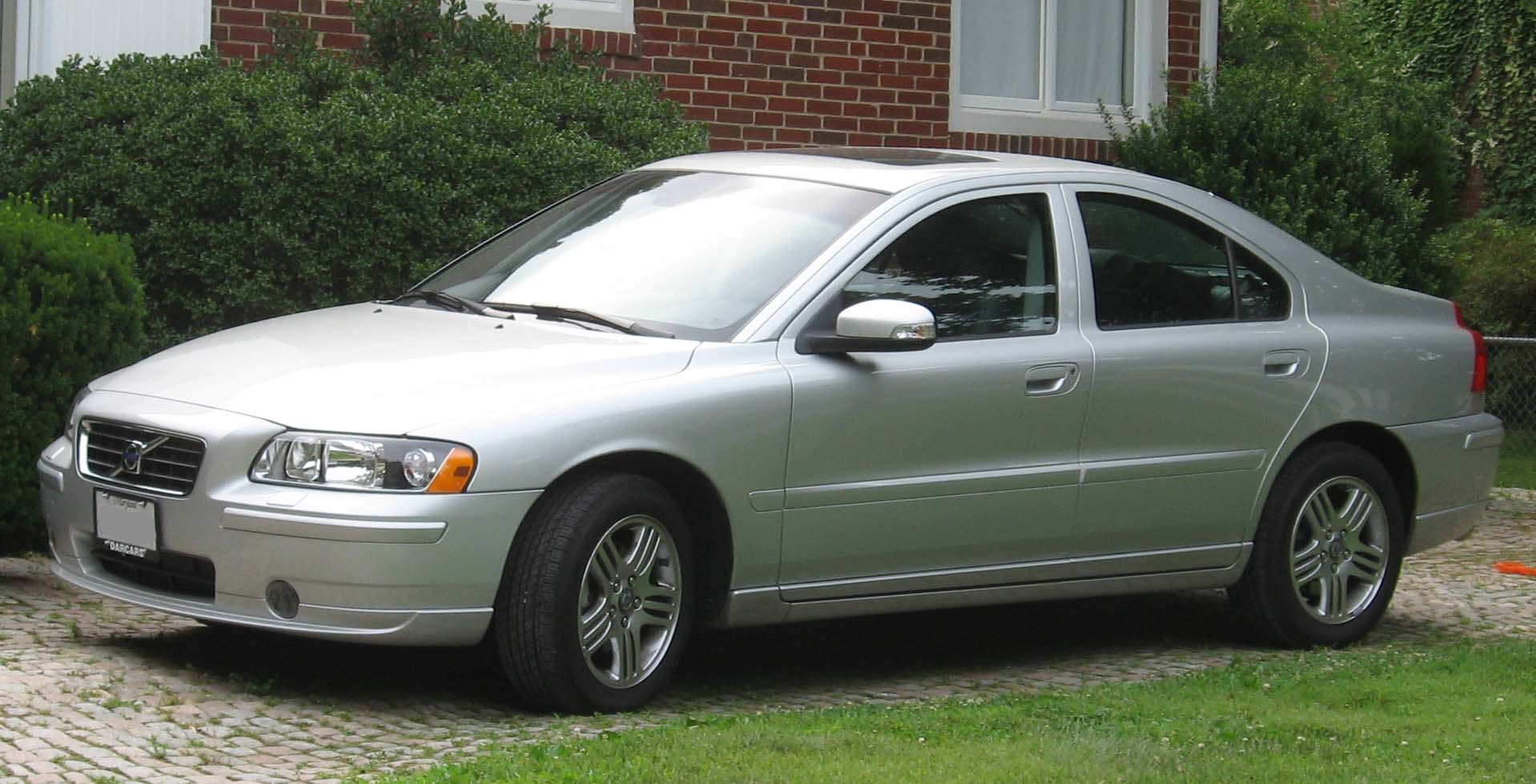
Volvo S60 2001 bis 2010
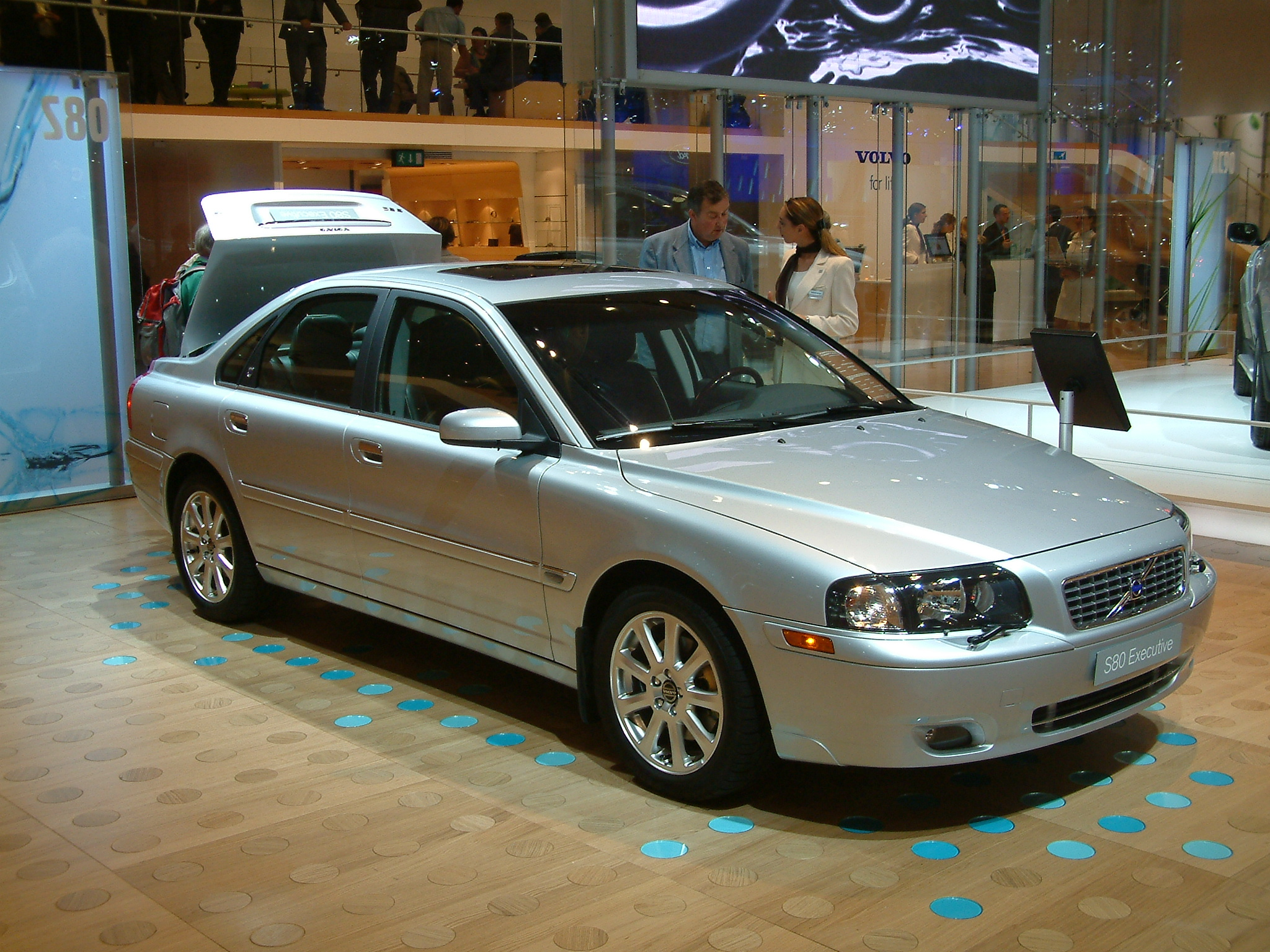
Volvo S80 2003 bis 2009
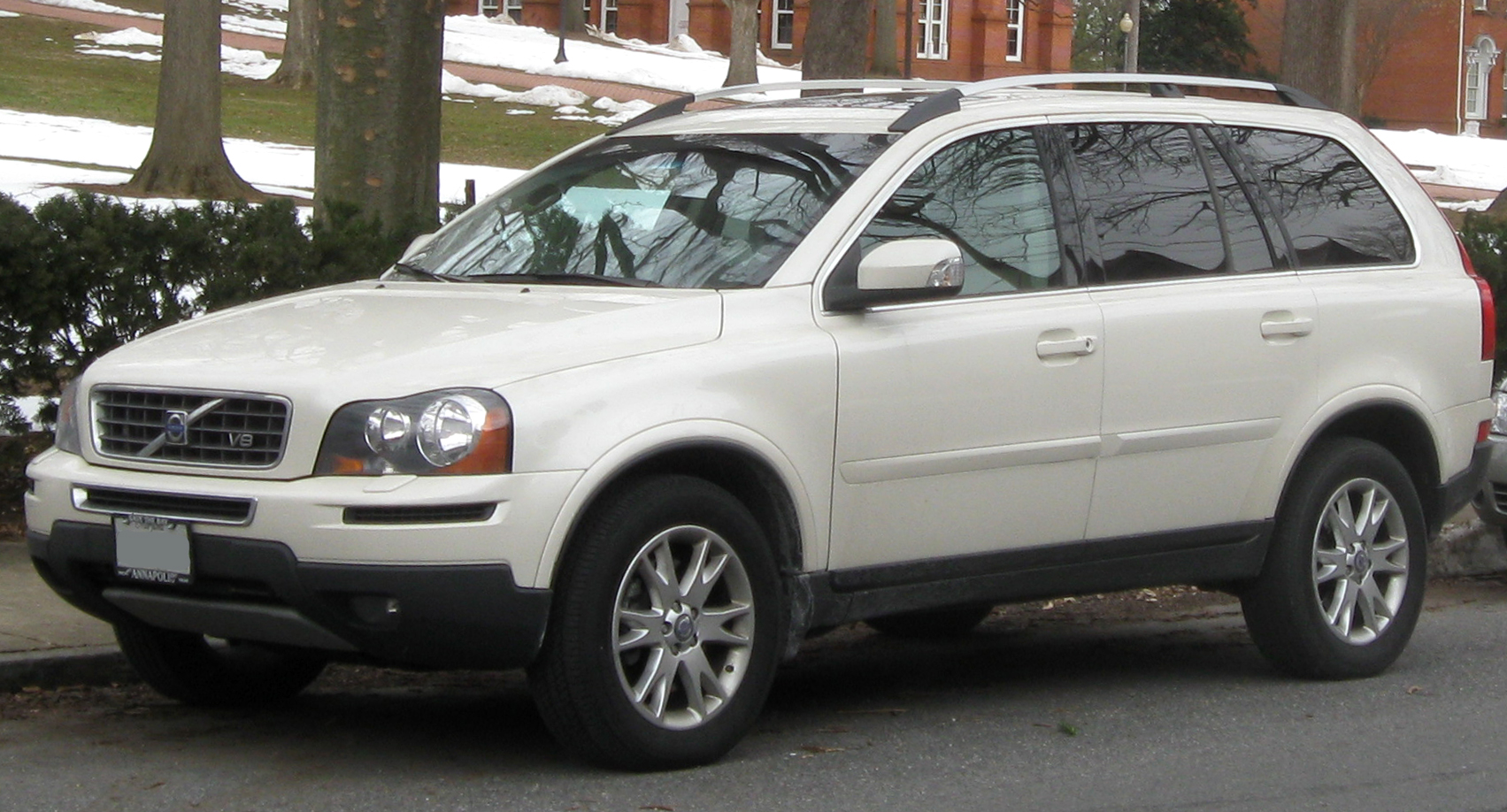
Volvo XC90 seit 2003
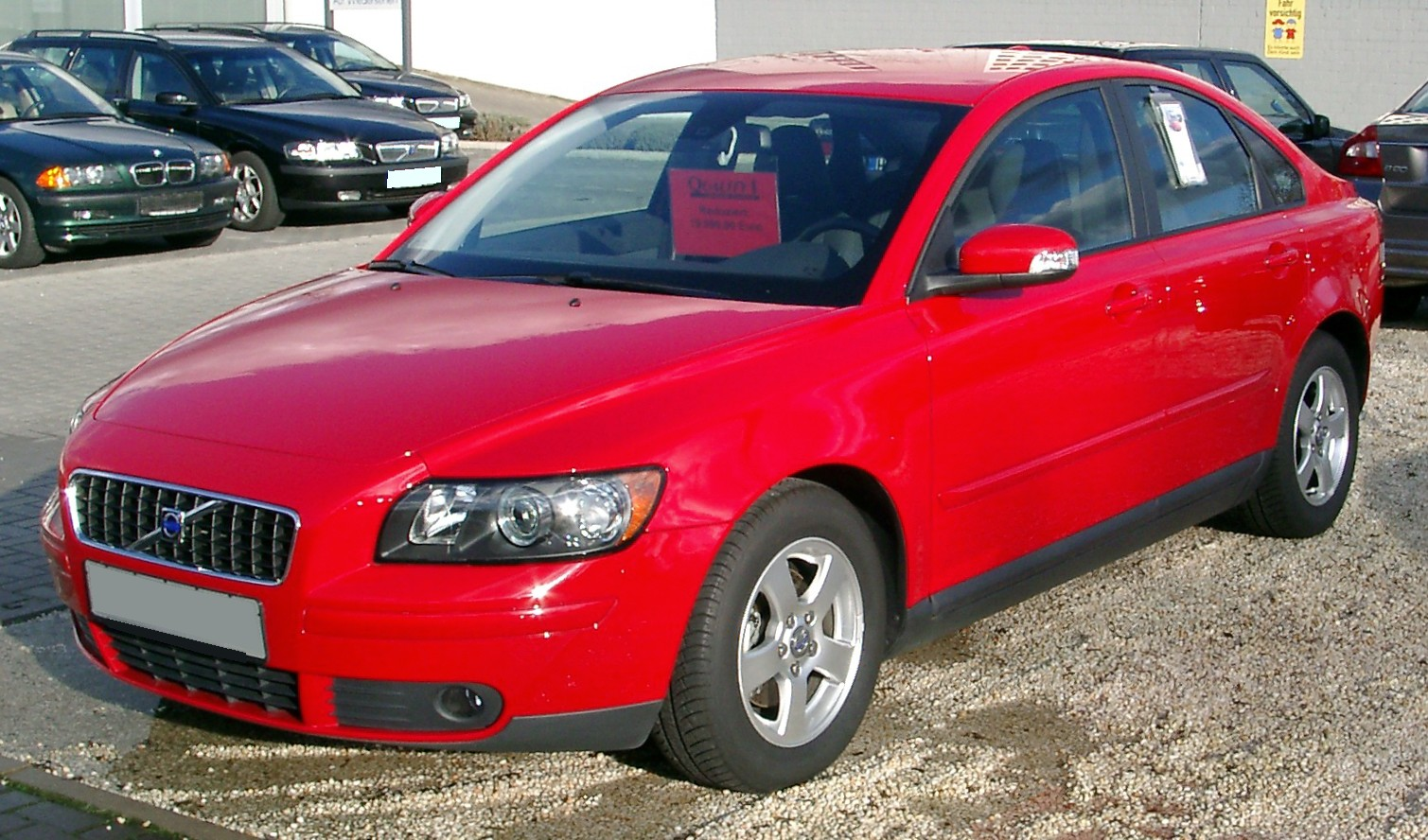
Volvo S40 seit 2004
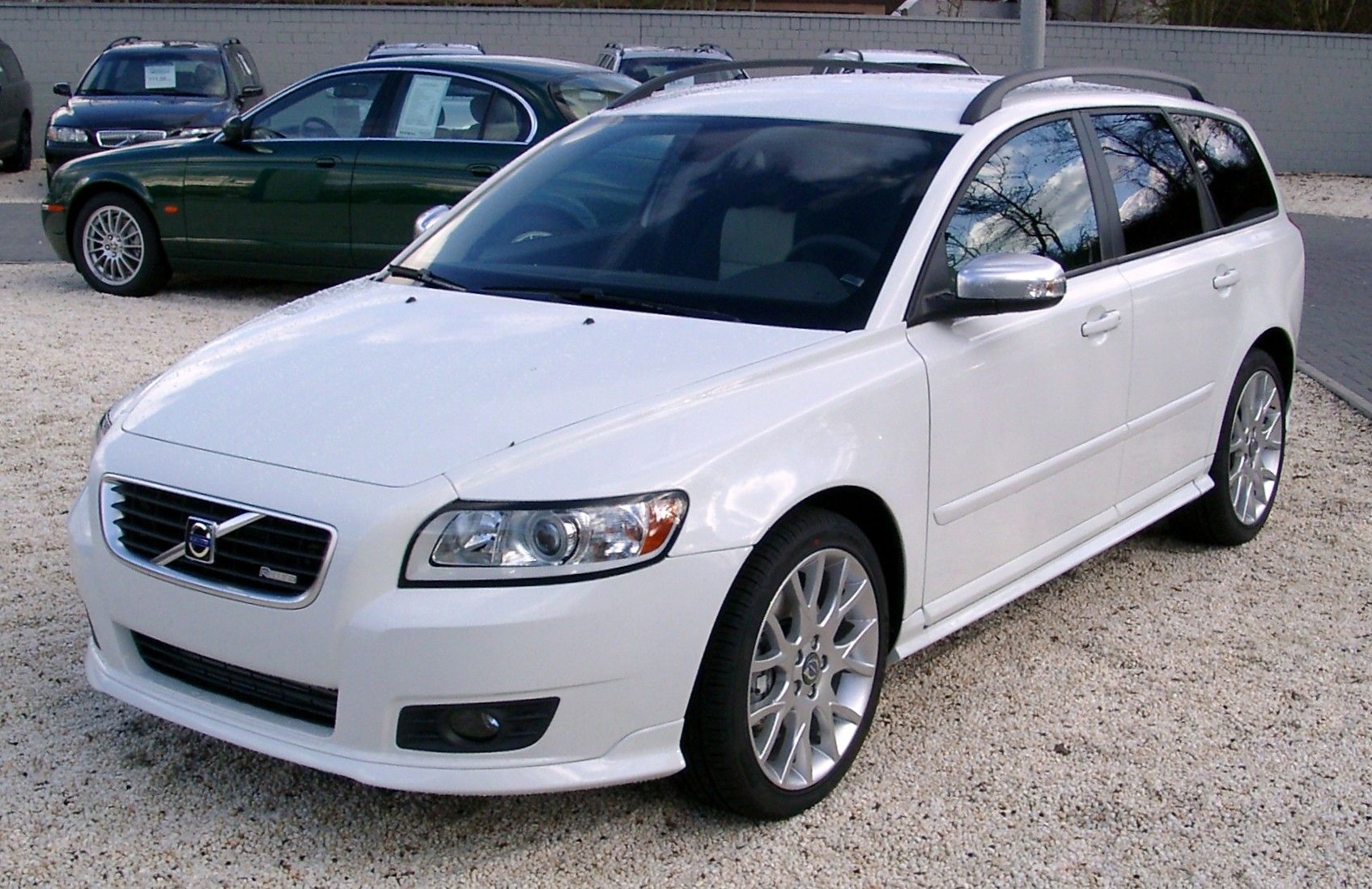
Volvo V50 seit 2005
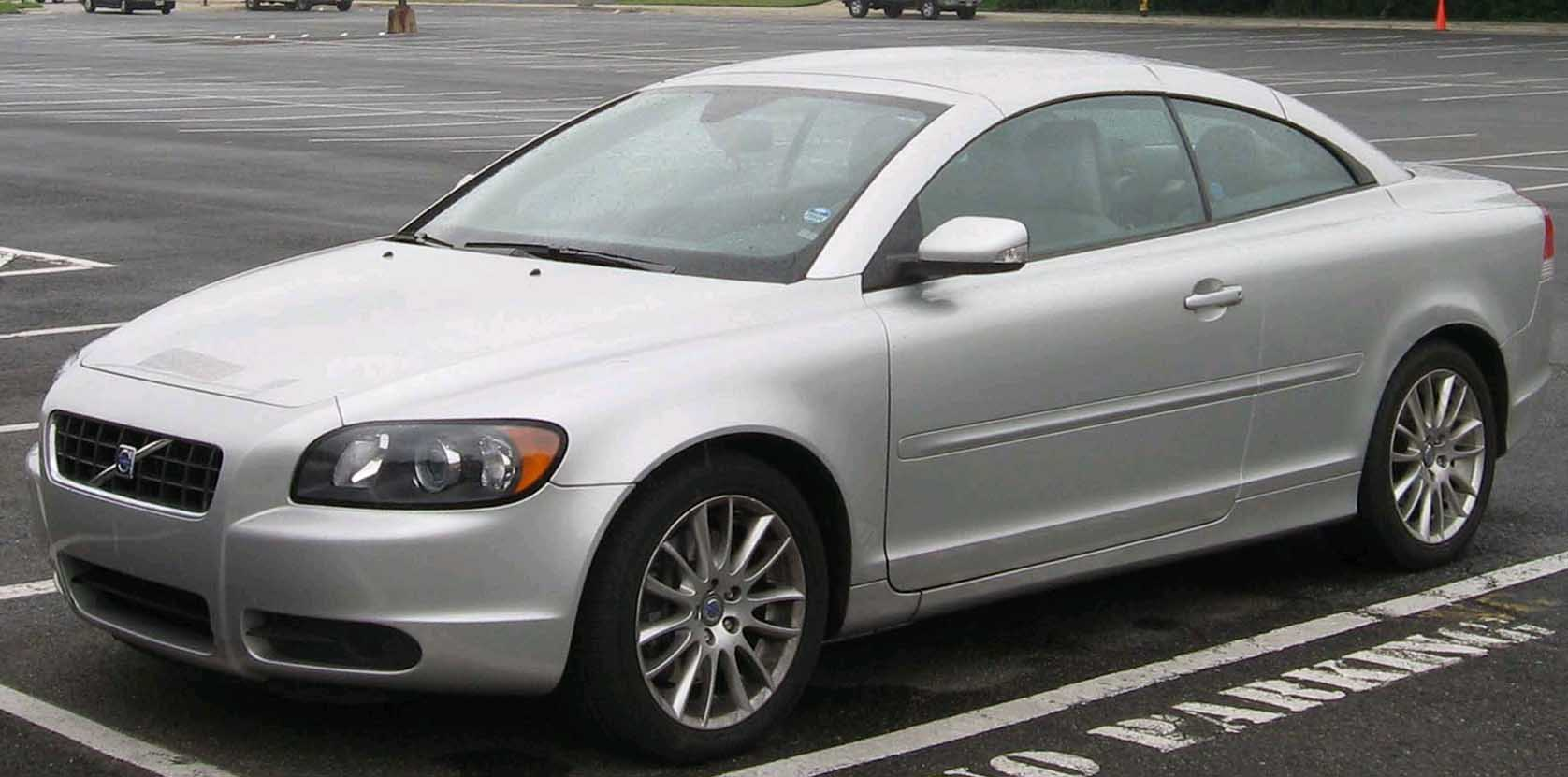
Volvo C70 2006 bis 2009
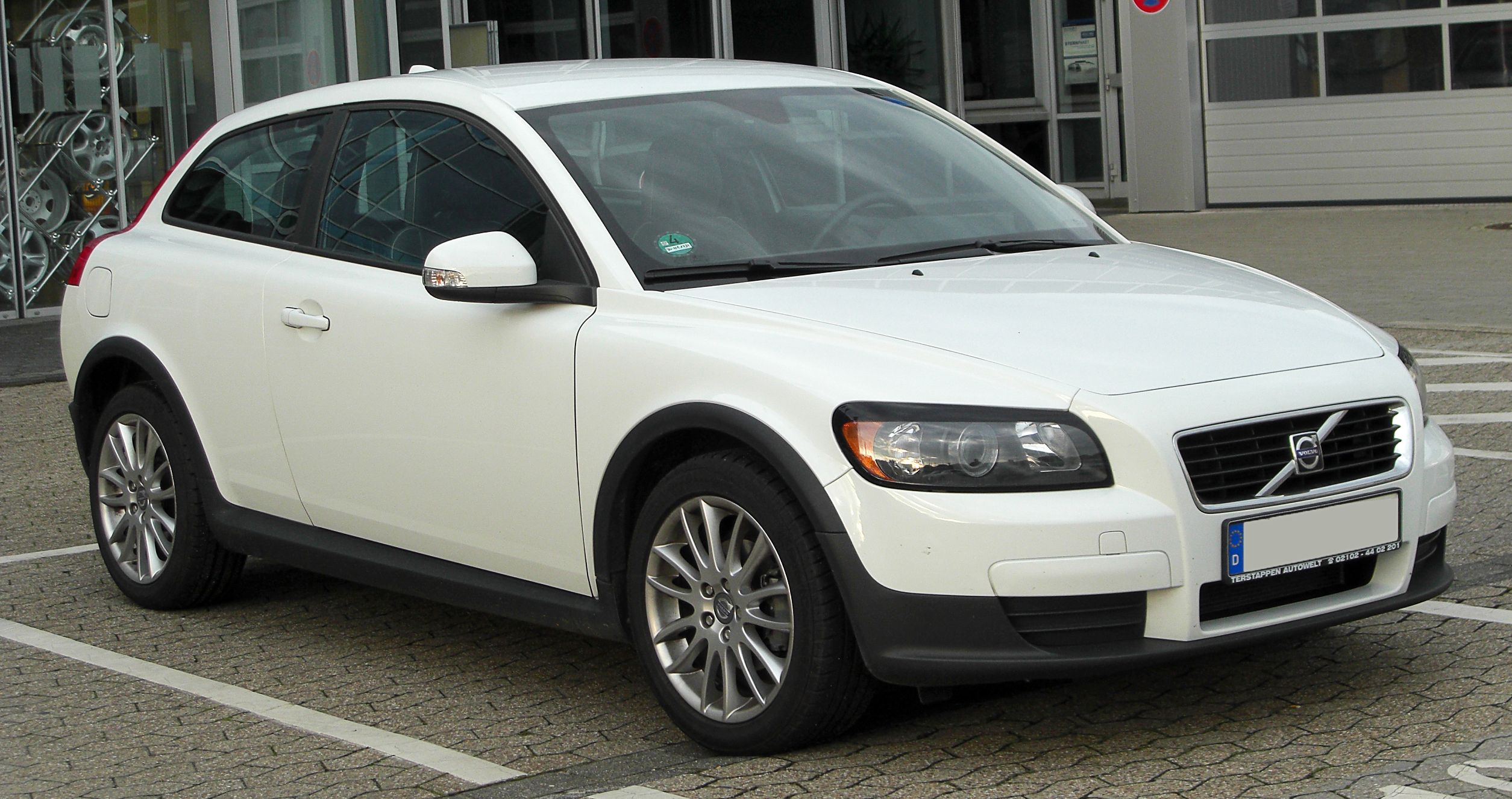
Volvo C30 seit 2008
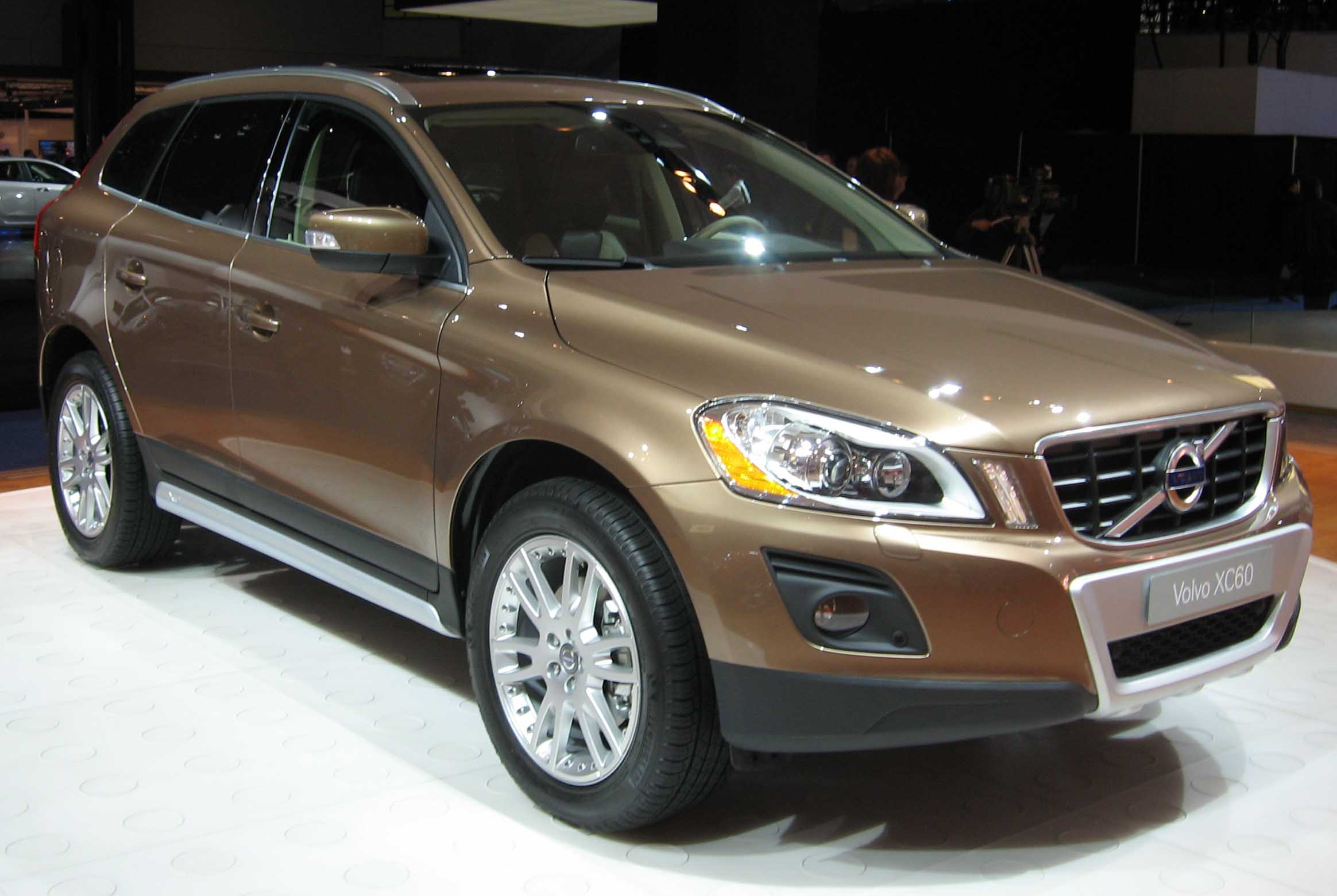
Volvo XC60 seit 2008
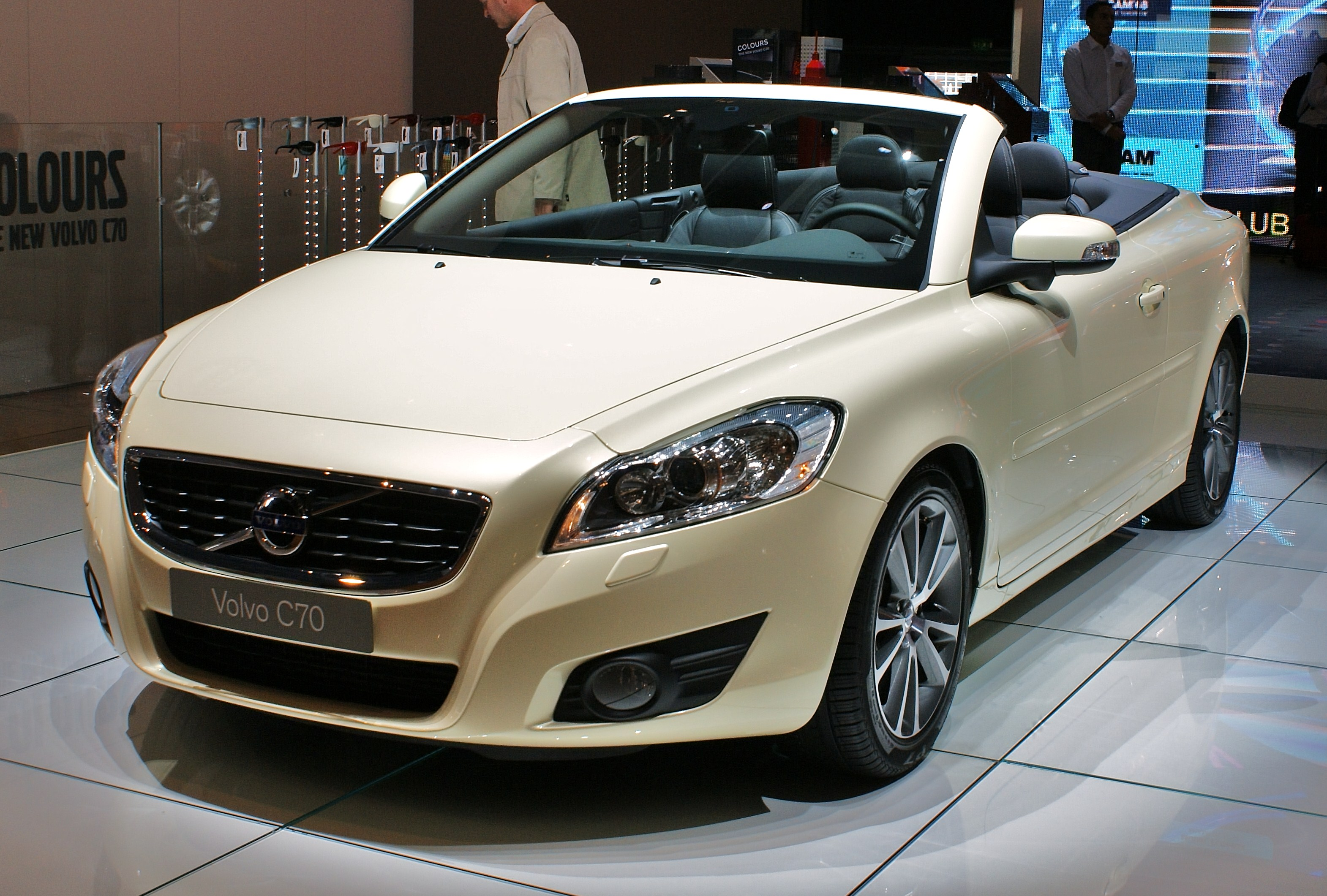
Volvo C70 seit 2009
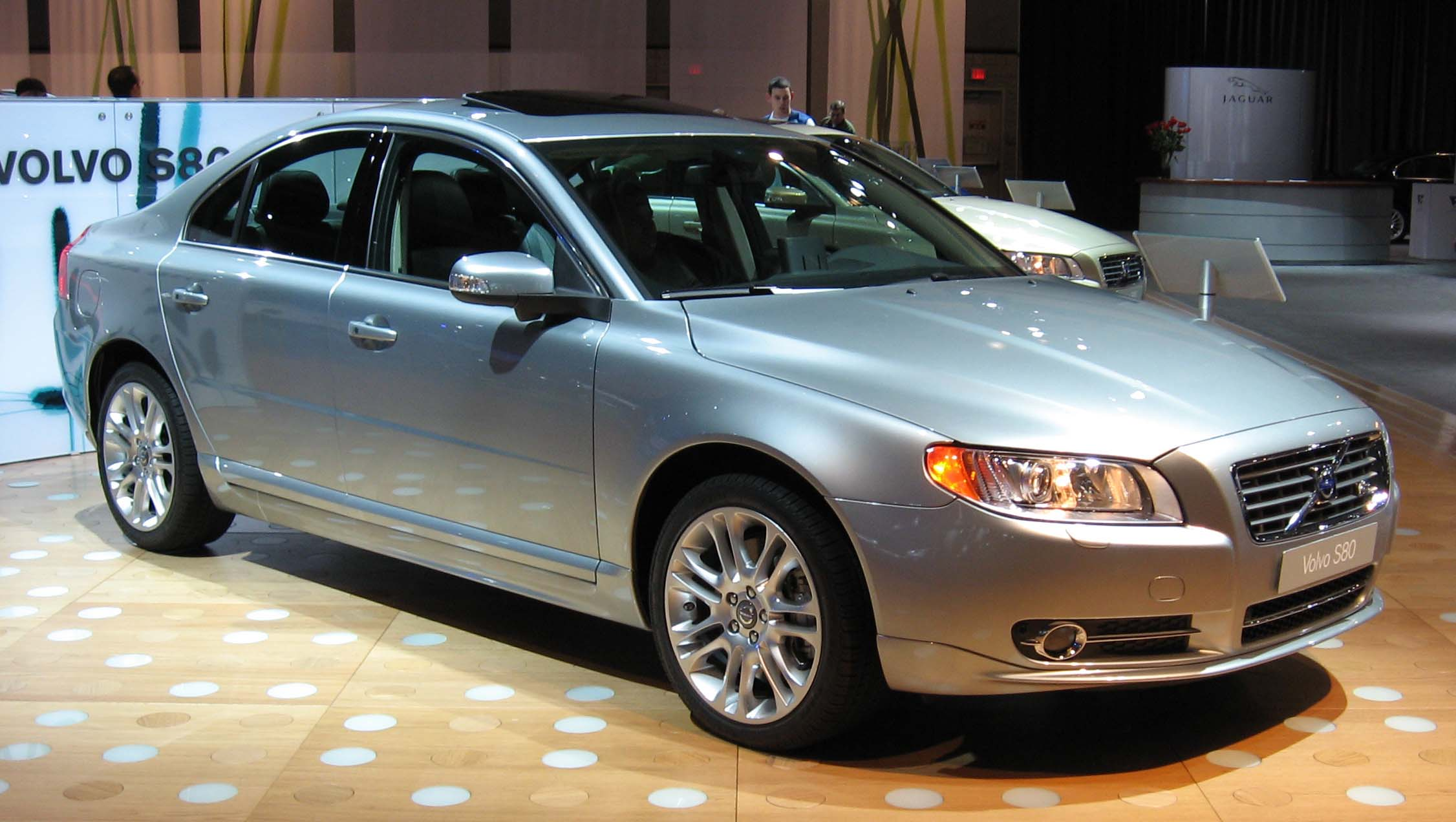
Volvo S80 seit 2009
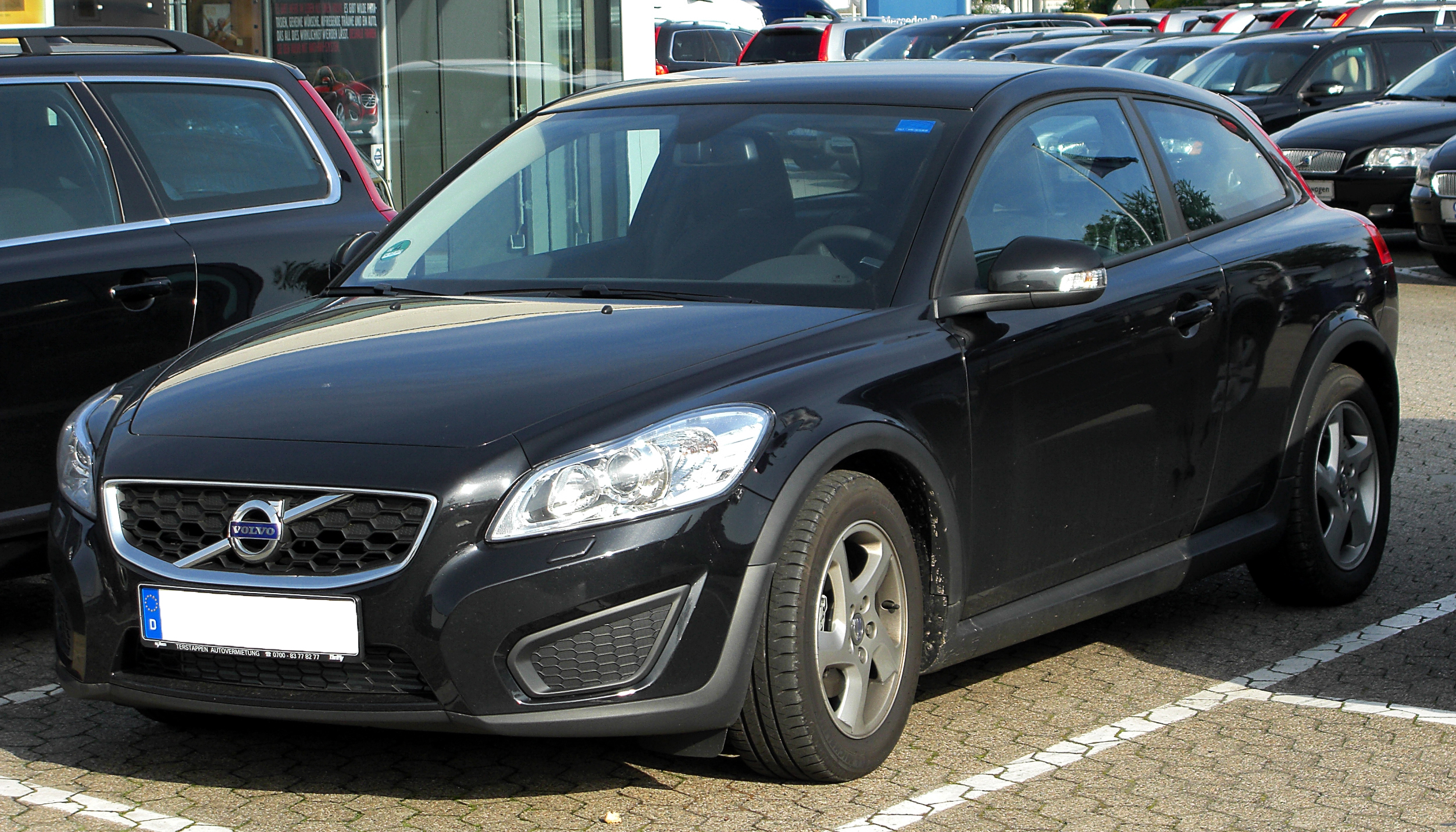
Volvo C30 seit 2010